# Ponte dell’Olio
Ponte dell’Olio ist eine norditalienische Gemeinde (comune) mit 4672 Einwohnern (Stand 31. Dezember 2023) in der Provinz Piacenza in der Emilia-Romagna. Die Gemeinde liegt etwa 21 Kilometer südsüdwestlich von Piacenza an der Nure.  

## Geschichte

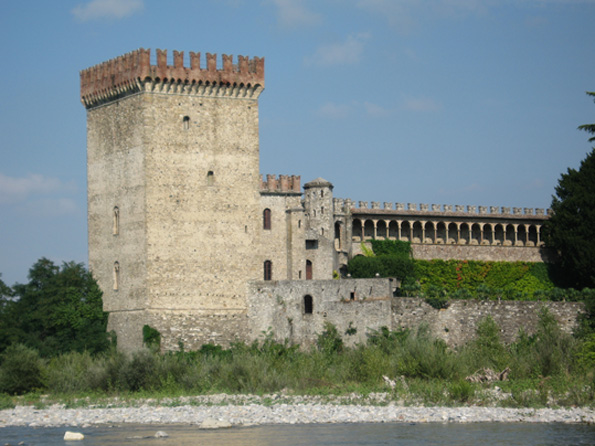
Castello di Riva

In Ponte dell’Olio befinden sich mehrere mittelalterliche Schlösser, das Castello di Riva wurde erstmals in einer Urkunde 1199 erwähnt.
Die Jakobus-Kirche wurde im 9. Jahrhundert errichtet und erhielt ihren Namen aufgrund der Pilger, die sich auf dem Jakobsweg nach Santiago de Compostela befanden.

## Persönlichkeiten
- Isabella Ferrari (* 1964), Schauspielerin
- Marco Andreolli (* 1986), Fußballspieler